# Eficiencia productiva

Ejemplo de FPP: los puntos B, C y D son productivamente eficientes, pero una economía en A no lo sería.

La Eficiencia productiva puede también ser ilustrada con la intersección entre las curvas MC=A(T)C.

Eficiencia productiva (también conocida como eficiencia técnica) se produce cuando la economía está utilizando todos sus recursos de manera eficiente, produciendo el máximo de producción con el mínimo de recursos. El concepto se ilustra en la Frontera de posibilidades de producción (FPP) en la cual todos los puntos de la curva son los puntos de máxima eficiencia productiva (es decir, no se puede lograr más productos a partir de las recursos presentes).
Esto sucede cuando la producción de un bien económico se consigue con el menor costo posible, dada la producción de otro(s) bien(es). En otras palabras, cuando se logra, dada la necesidad de producir otros bienes, la mayor productividad posible de un bien.  En una situación de equilibrio a largo plazo para los mercados en competencia perfecta, es donde el costo promedio es la base en la media de la curva de costos totales, es decir, la curva de costo donde CM = A (T) C.
La eficiencia productiva requiere que todas las empresas funcionen con las mejores prácticas (best practice) en los procesos tecnológicos y de administración. Al mejorar estos procesos, una economía en general o empresa en particular pueden ampliar su frontera de posibilidades de producción y aumentar aún más la eficiencia.

## Consideraciones
Una situación de equilibrio económico puede ser productivamente eficiente sin serlo asignativamente es decir, puede existir en una situación de distribución de mercancías en la cual el bienestar social no esté maximizado.
En situaciones de monopolio u oligopolios, esas empresas elegirán producir a los niveles de maximizar el beneficio (donde CM = IM). Consecuentemente no pueden ser productivamente eficientes (la llamada ineficiencia X). Sin embargo, debido a las economías de escala puede llegar a ser posible que empresas monopólicas produzcan con un precio más bajo para el consumidor (en MC = MR) que las empresas perfectamente competitivas producen en MC = A (T) C.